# Sous rature
La sous rature est un dispositif philosophique stratégique développé à l'origine par Martin Heidegger. Habituellement traduit par « en cours d'effacement », il implique la suppression d'un mot dans un texte, mais lui permettant de rester lisible et en place. Utilisé abondamment par Jacques Derrida, il signifie qu'un mot est « insuffisant mais nécessaire » ; qu'un signifiant particulier n'est pas totalement adapté au concept qu'il représente, mais doit être utilisé car les contraintes de notre langage n'offrent rien de mieux.
Dans la philosophie de la déconstruction, la sous rature a été décrite comme l'expression typographique qui cherche à identifier des sites dans des textes où les termes et concepts clés peuvent être paradoxaux ou s'auto affaiblir, rendant leur signification indécidable,. Pour étendre cette notion, la déconstruction et la pratique de la sous rature cherchent également à démontrer que le sens dérive de la différence, et non d’une notion préexistante ou d’une idée autonome.

## Histoire
La sous rature comme pratique littéraire trouve son origine dans les œuvres du philosophe allemand Martin Heidegger (1889–1976). La pratique de placer des mots ou des termes sous effacement est apparue pour la première fois dans l'ouvrage de Heidegger, The Fundamental Concepts of Metaphysics (cours d'Heidegger en 1929-30). Et par la suite dans une lettre qu'il a écrite à Ernst Jünger en 1956 intitulée Zur Seinsfrage (La question de l'être), dans laquelle Heidegger cherche à définir le nihilisme. Au cours de la lettre, Heidegger commence également à spéculer sur la nature problématique de définir quoi que ce soit, sans parler des mots. En particulier, la signification du terme « être » est contestée et Heidegger biffe le mot, mais laisse la suppression et le mot subsister. « Puisque le mot est inexact, il est barré. Puisqu'il est nécessaire, il reste lisible ». Selon le modèle heideggerien, l'effacement exprime le problème de la présence et de l'absence de sens dans le langage. Heidegger était soucieux de ramener le sens absent au sens actuel et de supprimer un mot ou un terme « reconnaissant et remettant en question simultanément le sens du terme et son utilisation acceptée ».  
Le philosophe français Jacques Derrida (1930-2004) a adopté cette technique et a exploré plus avant les implications de l'effacement de Heidegger et son application dans le cadre plus large de la théorie littéraire déconstructrice. Derrida a étendu le problème de la présence et de l'absence pour inclure la notion que l'effacement ne marque pas une présence perdue, mais plutôt l'impossibilité potentielle de la présence. En d'autres termes, l'impossibilité potentielle d'univocité de sens ayant jamais été attachée au mot ou au terme dans la première place. En fin de compte, a soutenu Derrida, ce ne sont pas seulement les signes particuliers qui ont été placés sous effacement, mais tout le système de signification. 

## Voir également
- Déconstruction
- Critique littéraire
- Théorie littéraire
- Post-structuralisme
- Sémiotique